# Johan Havik
Johan Joop Havik (Groningen, 5 mei 1923 - Neurenberg, 21 september 1997) was een Nederlandse SS-Untersturmführer (tweede luitenant) en majoor bij de politie in de Waffen-SS gedurende de Tweede Wereldoorlog. Hij is onderscheiden met het Duitse Ridderkruis van het IJzeren Kruis, een hoge militaire onderscheiding.
In een Aktennotiz van 15 september 1944 wordt Havik "Johann Havik" genoemd. Diverse bronnen geven aan dat hij ook Johan Joop Havik genoemd werd. Verschillende ondertekeningen van officiële documenten van het SS-Stug.-Abt. 5 "Wiking" geven een SS-Untersturmführer Hans Havik weer. Johan werd in Nederland afgekort tot Joop, door Duitsers als Hans.

## Het begin
Havik was het eerste kind van twee. Zijn vader was ingenieur, zelf volgde hij zeven jaar lagere school en drie jaar gymnasium. In 1932 ging hij als jongen van acht bij de jeugdstorm van de NSB en werd er vaandrig (laagste officiersrang). Hij meldde zich op 16 april 1941 vrijwillig aan bij de SS (servicenummer 456 022) waar hij geplaatst werd bij het SS-Freiwillige Standarte "Nordwest".

## SS-Junkerschule
Van 8 juni 1942 tot 5 december 1942 verbleef Havik op de SS-Junkerschule, 8. Kriegsjunkerlehrgang. Toenmalige SS-Junkerschule commandant SS-Sturmbannführer (majoor) Fritz Klingenberg beschreef Havik als een lange slanke man (1,90 m), waar qua optreden en houding nog aan gewerkt moest worden en die zich bewust moest zijn van verantwoordelijkheden. Hij was behulpzaam, maar met onderontwikkelde militaire vaardigheden, aldus Klinkenberg.
Klingenberg vond hem geschikt als SS-Führer (officier) en droeg hem voor als Schützenzugführer (pelotonscommandant infanterie). In december 1942 werd Havik overgeplaatst als SS-Standartenoberjunker bij het SS-Panzergrenadier Standarte "Westland".

## Tweede Wereldoorlog
Op 18 februari 1943 raakte Havik gewond in de omgeving van Grischino. Hij verbleef in het veldhospitaal tot 30 april 1943. Op 10 maart 1943 werd hij bevorderd tot SS-Untersturmführer.
Op 1 mei 1943 werd hij als SS-Untersturmführer naar het SS-Panzergrenadier-Ausbildungs-und-Ersatz-Btln. "Wiking" gestuurd en vandaar op 10 juni 1943 naar SS-Sturmgeschützabteilung 5 (Gen.Kdo. Gem. SS Pz.Korps). Daar bleef hij tot 28 november 1944. Op 14 januari 1945 werd hij bij de Panzer-Abteilung van SS-Polizei Panzergrenadier-Division geplaatst.
Op 6 mei 1945 werd Havik onderscheiden met het Ridderkruis van het IJzeren Kruis als pelotonscommandant van het 1e compagnie, SS-Panzer-Abteilung 4., 4. SS-Polizei-Panzergrenadier-Division.

## Naoorlogse jaren
Havik overleefde de oorlog en overleed op 21 september 1997 in Stein bij Neurenberg, Duitsland.

## Militaire loopbaan
- SS-Standartenoberjunker: 5 december 1942
- SS-Untersturmführer: 10 maart 1943

## Decoraties
- Ridderkruis van het IJzeren Kruis op 6 mei 1945 als Zugführer I. / SS-Polizei-Panzer-Abteilung 4 / 4.SS-Polizei-Panzergrenadier-Division[2]. Krätschmer geeft 9 mei 1945 als datum van onderscheiding.[6]
- IJzeren Kruis 1939, 1e en 2e Klasse[2]
- Gewondeninsigne 1939 in zwart op 18 februari 1943